# Город на холме
«Город на холме» (англ. City on a Hill) — американский художественный телесериал в жанре полицейской драмы, который продюсировали Бен Аффлек и Мэтт Деймон. Главные роли сыграли Кевин Бейкон, Элдис Ходж и Джонатан Такер. Первый сезон шоу вышел 16 июня 2019 года, второй 28 мая 2021, третий и последний — 31 июля 2022. 

## Сюжет
Действие сериала происходит в Бостоне. Агент ФБР Джеки Рор приезжает в город, чтобы совместно с окружным прокурором и убийцей расследовать убийства инкассаторов. Его цель — избавить город от уличной преступности, но при этом сам Рор оказывается отрицательным персонажем: он коррумпирован и в борьбе с уголовниками использует незаконные методы.
Сюжет основан на реальных событиях. В 1990-х годах власти смогли улучшить ситуацию в опасных кварталах Бостона, используя стратегию «прекращения огня»: за каждое преступление начали наказывать всю банду целиком.

## В ролях
- Кевин Бейкон — Джеки Рор
- Элдис Ходж — Декурси Уорд
- Джонатан Такер — Фрэнки Райан
- Марк О’Брайан — Джеймс Райан
- Аманда Клейтон — Кэтрин Райан
- Джилл Хеннесси — Дженифер Рор
- Рори Калкин

## Релиз и оценки
Первый сезон шоу вышел на экраны 16 июня 2019 года. Критики отмечали, что на первый взгляд «Город на холме» может показаться старомодным или даже вторичным; при этом он имеет ценность для любителей «мужского кино». Обозреватель «Коммерсанта» Татьяна Алёшичева назвала одним из главных достоинств шоу «способность всю дорогу поддерживать необходимый градус цинизма». По словам Ярослава Забалуева из журнала «Москвич Mag», «Город на холме» — «тот самый крутой полицейский боевик как из 90-х, которого нам давно не хватало».
Проект был продлён на второй сезон, премьера которого состоялась 28 марта 2021 года, а потом — и на третий сезон. 27 октября 2022 года Showtime решил закрыть сериал.